# Europaspiele 2015/Teilnehmer (Island)
| Gelbes Symbol für Goldmedaillen mit stilisierten Olympischen Ringen | Graues Symbol für Silbermedaillen mit stilisierten Olympischen Ringen | Braundes Symbol für Bronzemedaillen mit stilisierten Olympischen Ringen |
| ------------------------------------------------------------------- | --------------------------------------------------------------------- | ----------------------------------------------------------------------- |
| —                                                                   | —                                                                     | —                                                                       |

Island nahm in Baku an den Europaspielen 2015 teil. Vom Íþrótta- og Ólympíusamband Íslands wurden achtzehn Athleten in neun Sportarten nominiert.

## Badminton
| Athleten         | Wettbewerb | Gruppenphase            | Gruppenphase        | Gruppenphase | Gruppenphase | Achtelfinale | Achtelfinale | Viertelfinale | Viertelfinale | Halbfinale | Halbfinale | Finale | Finale   | Rang |
| Athleten         | Wettbewerb | Gegner                  | Ergebnis            | Punkte       | Rang         | Gegner       | Ergebnis     | Gegner        | Ergebnis      | Gegner     | Ergebnis   | Gegner | Ergebnis | Rang |
| ---------------- | ---------- | ----------------------- | ------------------- | ------------ | ------------ | ------------ | ------------ | ------------- | ------------- | ---------- | ---------- | ------ | -------- | ---- |
| Frauen           |            |                         |                     |              |              |              |              |               |               |            |            |        |          |      |
| Sara Högnadóttir | Einzel     | Fiorella Marie Sadowski | 21:17, 21:13        | 2            | 3            | –            | –            | –             | –             | –          | –          | –      | –        |      |
| Sara Högnadóttir | Einzel     | Anna Thea Madsen        | 9:21, 8:21          | 2            | 3            | –            | –            | –             | –             | –          | –          | –      | –        |      |
| Sara Högnadóttir | Einzel     | Airi Mikkelä            | 11:21, 16:21        | 2            | 3            | –            | –            | –             | –             | –          | –          | –      | –        |      |
| Männer           |            |                         |                     |              |              |              |              |               |               |            |            |        |          |      |
| Kári Gunnarsson  | Einzel     | Wladimir Malkow         | 14:21, 12:21        | 2            | 3            | –            | –            | –             | –             | –          | –          | –      | –        |      |
| Kári Gunnarsson  | Einzel     | Eetu Heino              | 19:21, 21:10, 13:21 | 2            | 3            | –            | –            | –             | –             | –          | –          | –      | –        |      |
| Kári Gunnarsson  | Einzel     | Jarolím Vícen           | 21:17, 21:12        | 2            | 3            | –            | –            | –             | –             | –          | –          | –      | –        |      |

## Bogenschießen
| Athleten                 | Wettbewerb | Platzierungsrunde | Platzierungsrunde | 1. Runde (64er) | 1. Runde (64er) | 2. Runde (32er) | 2. Runde (32er) | Achtelfinale | Achtelfinale | Viertelfinale | Viertelfinale | Halbfinale | Halbfinale | Finale | Finale   | Rang  |
| Athleten                 | Wettbewerb | Ringe             | Rang              | Gegner          | Ergebnis        | Gegner          | Ergebnis        | Gegner       | Ergebnis     | Gegner        | Ergebnis      | Gegner     | Ergebnis   | Gegner | Ergebnis | Rang  |
| ------------------------ | ---------- | ----------------- | ----------------- | --------------- | --------------- | --------------- | --------------- | ------------ | ------------ | ------------- | ------------- | ---------- | ---------- | ------ | -------- | ----- |
| Männer                   |            |                   |                   |                 |                 |                 |                 |              |              |               |               |            |            |        |          |       |
| Sigurjón Atli Sigurðsson | Einzel     | 614               | 58                | Anton Prilepov  | 3 : 7           | –               | –               | –            | –            | –             | –             | –          | –          | –      | –        | 33–64 |

## Fechten
| Athleten               | Wettbewerb   | Gruppenphase | Gruppenphase | 1. Runde (32er) | 1. Runde (32er) | Achtelfinale | Achtelfinale | Viertelfinale | Viertelfinale | Halbfinale / Klassifikation | Halbfinale / Klassifikation | Finale / Platzierung | Finale / Platzierung | Rang |
| Athleten               | Wettbewerb   | Bilanz       | Platzierung  | Gegner          | Ergebnis        | Gegner       | Ergebnis     | Gegner        | Ergebnis      | Gegner                      | Ergebnis                    | Gegner               | Ergebnis             | Rang |
| ---------------------- | ------------ | ------------ | ------------ | --------------- | --------------- | ------------ | ------------ | ------------- | ------------- | --------------------------- | --------------------------- | -------------------- | -------------------- | ---- |
| Frauen                 |              |              |              |                 |                 |              |              |               |               |                             |                             |                      |                      |      |
| Thorbjörg Ágústsdóttir | Säbel Einzel | 0:5 Siege    | 6            | –               | –               | –            | –            | –             | –             | –                           | –                           | –                    | –                    |      |

## Judo
| Athleten        | Wettbewerb       | 1. Runde             | 1. Runde  | 2. Runde | 2. Runde | Achtelfinale | Achtelfinale | Viertelfinale | Viertelfinale | Hoffnungsrunde Halbfinale | Hoffnungsrunde Halbfinale | Halbfinale | Halbfinale | Hoffnungsrunde Finale | Hoffnungsrunde Finale | Finale / Kampf um Bronze | Finale / Kampf um Bronze | Rang |
| Athleten        | Wettbewerb       | Gegner               | Ergebnis  | Gegner   | Ergebnis | Gegner       | Ergebnis     | Gegner        | Ergebnis      | Gegner                    | Ergebnis                  | Gegner     | Ergebnis   | Gegner                | Ergebnis              | Gegner                   | Ergebnis                 | Rang |
| --------------- | ---------------- | -------------------- | --------- | -------- | -------- | ------------ | ------------ | ------------- | ------------- | ------------------------- | ------------------------- | ---------- | ---------- | --------------------- | --------------------- | ------------------------ | ------------------------ | ---- |
| Männer          |                  |                      |           |          |          |              |              |               |               |                           |                           |            |            |                       |                       |                          |                          |      |
| Sveinbjörn Iura | Klasse bis 81 kg | Alexander Wieczerzak | 0012-1001 | –        | –        | –            | –            | –             | –             | –                         | –                         | –          | –          | –                     | –                     | –                        | –                        |      |

## Karate
| Athleten             | Wettbewerb       | Gruppenphase                              | Gruppenphase | Halbfinale | Halbfinale | Finale | Finale   | Rang |
| Athleten             | Wettbewerb       | Gegner                                    | Ergebnis     | Gegner     | Ergebnis   | Gegner | Ergebnis | Rang |
| -------------------- | ---------------- | ----------------------------------------- | ------------ | ---------- | ---------- | ------ | -------- | ---- |
| Frauen               |                  |                                           |              |            |            |        |          |      |
| Telma Frimannsdottir | Kumite bis 68 kg | Elena Quirici Marina Raković Hafsa Burucu | 0:9 0:2 1:10 | –          | –          | –      | –        |      |

## Schießen
| Athleten             | Klasse  | Wettbewerb        | Qualifikation   | Qualifikation | Finale          | Finale | Rang |
| Athleten             | Klasse  | Wettbewerb        | Ringe/ Scheiben | Rang          | Ringe/ Scheiben | Rang   | Rang |
| -------------------- | ------- | ----------------- | --------------- | ------------- | --------------- | ------ | ---- |
| Männer               |         |                   |                 |               |                 |        |      |
| Ásgeir Sigurgeirsson | Pistole | Luftpistole 10 m  | 572             | 22            | –               | –      |      |
| Ásgeir Sigurgeirsson | Pistole | Sportpistole 50 m | 556             | 7             | 127,1           | 5      | 5    |
| Hàkon Svavarsson     | Flinte  | Skeet             | 111             | 28            | –               | –      |      |

## Taekwondo
| Athleten      | Wettbewerb       | Achtelfinale  | Achtelfinale | Viertelfinale | Viertelfinale | Hoffnungsrunde Halbfinale | Hoffnungsrunde Halbfinale | Halbfinale | Halbfinale | Hoffnungsrunde Finale / Bronzekampf | Hoffnungsrunde Finale / Bronzekampf | Finale | Finale   | Rang |
| Athleten      | Wettbewerb       | Gegner        | Ergebnis     | Gegner        | Ergebnis      | Gegner                    | Ergebnis                  | Gegner     | Ergebnis   | Gegner                              | Ergebnis                            | Gegner | Ergebnis | Rang |
| ------------- | ---------------- | ------------- | ------------ | ------------- | ------------- | ------------------------- | ------------------------- | ---------- | ---------- | ----------------------------------- | ----------------------------------- | ------ | -------- | ---- |
| Männer        |                  |               |              |               |               |                           |                           |            |            |                                     |                                     |        |          |      |
| Meisam Rafiei | Klasse bis 58 kg | Levent Tuncat | 3:7          | –             | –             | –                         | –                         | –          | –          | –                                   | –                                   | –      | –        | 9-16 |

## Turnen

### Geräteturnen
| Athletinnen           | Wettbewerb           | Sprung | Sprung | Stufenbarren | Stufenbarren | Boden  | Boden | Schwebebalken | Schwebebalken | Gesamt | Gesamt |
| Athletinnen           | Wettbewerb           | Punkte | Rang   | Punkte       | Rang         | Punkte | Rang  | Punkte        | Rang          | Punkte | Rang   |
| --------------------- | -------------------- | ------ | ------ | ------------ | ------------ | ------ | ----- | ------------- | ------------- | ------ | ------ |
| Frauen                |                      |        |        |              |              |        |       |               |               |        |        |
| Dominiqua Belanyi     | Qualifikation        | –      | –      | 11,700       | 36           | 11,333 | 68    | 12,233        | 36            | 48,366 | 44     |
| Thelma Hermannsdottir | Qualifikation        | –      | –      | 10,033       | 68           | 11,766 | 55    | 10,766        | 66            | 45,798 | 63     |
| Norma Robertsdottir   | Qualifikation        | 13,816 | 7      | 9,566        | 73           | 12,100 | 48    | 10,366        | 71            | 46,198 | 58     |
| Mannschaft            | Mehrkampf Mannschaft | 27,399 | 14     | 21,733       | 19           | 23,866 | 19    | 22,999        | 22            | 95,997 | 19     |

| Athleten             | Wettbewerb    | Boden  | Boden | Pauschenpferd | Pauschenpferd | Ringe  | Ringe | Sprung | Sprung | Barren | Barren | Reck   | Reck | Gesamt | Gesamt |
| Athleten             | Wettbewerb    | Punkte | Rang  | Punkte        | Rang          | Punkte | Rang  | Punkte | Rang   | Punkte | Rang   | Punkte | Rang | Punkte | Rang   |
| -------------------- | ------------- | ------ | ----- | ------------- | ------------- | ------ | ----- | ------ | ------ | ------ | ------ | ------ | ---- | ------ | ------ |
| Männer               |               |        |       |               |               |        |       |        |        |        |        |        |      |        |        |
| Valgard Reinhardsson | Qualifikation | 14,133 | 25    | 12,466        | 54            | 11,600 | 73    | –      | –      | 13,400 | 46     | 12,733 | 65   | 78,665 | 46     |

## Wassersport

### Schwimmen
Hier fanden Jugendwettbewerbe statt. Bei den Frauen ist das die U17 (Jahrgang 1999) und bei den Männern die U19 (Jahrgang 1997).
| Athleten               | Wettbewerb         | Vorlauf     | Vorlauf | Halbfinale | Halbfinale | Finale       | Finale | Rang |
| Athleten               | Wettbewerb         | Zeit        | Rang    | Zeit       | Rang       | Zeit         | Rang   | Rang |
| ---------------------- | ------------------ | ----------- | ------- | ---------- | ---------- | ------------ | ------ | ---- |
| Frauen                 |                    |             |         |            |            |              |        |      |
| Bryndís Bolladóttir    | 50 m Freistil      | 27,39 s     | 36      | -          | -          | -            | -      |      |
| Bryndís Bolladóttir    | 100 m Freistil     | 59,29 s     | 45      | -          | -          | -            | -      |      |
| Bryndís Bolladóttir    | 50 m Schmetterling | 29,43 s     | 39      | -          | -          | -            | -      |      |
| Sunneva Fridriksdottir | 100 m Freistil     | 59,80 s     | 49      | -          | -          | -            | -      |      |
| Sunneva Fridriksdottir | 200 m Freistil     | 2:08,69 min | 41      | -          | -          | -            | -      |      |
| Sunneva Fridriksdottir | 400 m Freistil     | 4:29,31 min | 29      | -          | -          | -            | -      |      |
| Sunneva Fridriksdottir | 800 m Freistil     | -           | -       | -          | -          | 9:11,90 min  | 16     | 16   |
| Harpa Ingþórsdóttir    | 800 m Freistil     | -           | -       | -          | -          | 9:30,65 min  | 25     | 25   |
| Harpa Ingþórsdóttir    | 1500 m Freistil    | -           | -       | -          | -          | 17:43,52 min | 15     | 15   |
| Eydís Kolbeinsdóttir   | 400 m Freistil     | 4:35,47 min | 41      | -          | -          | -            | -      |      |
| Eydís Kolbeinsdóttir   | 1500 m Freistil    | -           | -       | -          | -          | 17:36,25 min | 12     | 12   |
| Eydís Kolbeinsdóttir   | 200 m Lagen        | 2:30,94 min | 36      | -          | -          | -            | -      |      |
| Männer                 |                    |             |         |            |            |              |        |      |
| Bragi Hallsson         | 50 m Rücken        | 27,91 s     | 37      | -          | -          | -            | -      |      |
| Bragi Hallsson         | 100 m Rücken       | 1:00,13 min | 48      | -          | -          | -            | -      |      |
| Bragi Hallsson         | 200 m Rücken       | 2:10,31 min | 33      | -          | -          | -            | -      |      |